# Mario Sernagiotto
Mario Sernagiotto (Cividale, 7 luglio 1906 – Catania, 3 settembre 1996) è stato un calciatore e allenatore di calcio italiano, di ruolo portiere.

## Palmarès

### Giocatore

#### Competizioni nazionali
- Campionato italiano di Serie B: 1

Fiorentina: 1930-1931
- Prima Divisione: 1

Catania: 1933-1934
- Serie C: 1

Catania: Serie C 1938-1939